# 尤利娅·齐焦蒂·奥尔默
尤利娅·齐焦蒂·奥尔默（瑞典語：Julia Zigiotti Olme，1997年12月24日—），瑞典女子足球运动员，场上位置是前锋。她曾代表瑞典国家队参加2019年国际足联女子世界杯，结果队伍获得季军。